# Бутурлинівка (авіабаза)
Бутурлинівка — військовий аеродром у Воронезькій області, розташований за 4 км на південь від міста Бутурлинівка. Тут базується 899-й окремий штурмовий авіаполк ВПС РФ.

## 899-й окремий штурмовий авіаційний полк
899-й Оршанський Червонопрапорний ордена Суворова винищувальний авіаполк (ВАП) імені Дзержинського було створено директивою Генерального штабу 1949 року перейменуванням 15-го ВАП.
З 1945 по 1953 полк перебував у складі Групи радянських військ у Німеччині. А з 1983 по 1989 перебував в складі радянських військ які брали участь в інтервенції в Афганістані.
1 червня 1993 року полк був перетворений в 899-й гвардійський штурмовий авіаполк 105-ї змішаної авіадивізії 16-ї повітряної армії і перебазувався на аеродром Бутурлинівка. На озброєнні полку в той час були штурмовики Су-25.
Штурмовики Су-25 899-го ГвШАП у складі чотирьох літаків взяли участь у параді на Красній площі 9 травня 2008 року на честь 63-ї річниці перемоги над нацистською Німеччиною.
1 грудня 2009 року 899-й ГвШАП було розформовано.
У 2011 році МіГ-29, дислоковані в аеропорту Курськ Східний, тимчасово базувалися в Бутурлинівці на рік через ремонт злітно-посадкової смуги.
З грудня 2013 року на аеродромі на час ремонту ЗПС свого аеродрому Балтимор (місто Воронеж) розміщувався 47-й змішаний авіаційний полк.
У червні 2014 року ухвалено рішення про відродження 899-го гвардійського штурмового авіаційного полку до 2017 року.

## Російсько-українська війна
З квітня 2022 року деякі російські військові літаки, дислоковані на базах у Білорусі, перебралися на цю базу в рамках російського вторгнення в Україну у 2022 році, наприклад, 277-й бомбардувальний авіаполк, який був перекинутий до авіабази Ліда зі своєї бази в Комсомольську-на-Амурі.
Літаки з бази Бутурлинівка 899-го авіаполку залучені до війни проти України, в тому числі завдавали бомбові удари в районі міста Суми у 2022.

## Катастрофи та інциденти
- 4 червня 2015 при заході на посадку на аеродром Бутурлинівка зазнав аварії бомбардувальник Су-34 («28 червоний», RF-95067) зі складу 47-го окремого змішаного авіаційного полку 5-ї змішаної авіаційної дивізії. 47-й полк з грудня 2013 року тимчасово базувався на аеродром Бутурлинівка на період ремонту ЗПС на штатному аеродромі «Балтимор». Літак викотився за межі злітно-посадкової смуги та перекинувся. Екіпаж літака не постраждав.[7] Причиною катастрофи заявили неспрацювання тормозного парашуту.[8]